# هستيدين
الهيستيدين (بالإنجليزية: histidine)‏ هو حمض أميني من النوع ألفا تكون السلسلة الجانبية فيه على شكل حلقة خماسية يشكل النيتروجين ركنين من أركان هذه الحلقة وتحمل هذه السلسلة الجانبية شحنة موجبة على إحدى ذرتي نيتروجين الحلقة لذلك فهو يصنف على أنه من الحموض الأمينية موجبة الشحنة. وللحمض الصيغة الجزيئية C6H9N3O2 . وله دور في تكوين الناقل العصبي هستامين عن طريق نزع مجموعة الكربوكسيل من هذا الحمض وبذلك فلهذا الحمض دور غير مباشر في تحفيز تفاعلات الالتهاب على الحدوث لأنه ينتج الهستامين الذي يقوم بهذه الوظيفة الحيوية في الجسم.
ويعتبر الهيستيدين من الأحماض الامينية التي لا يستطيع جسم الإنسان إنتاجها مباشرة عن طريق الجينات مثل بعض الأحماض الأمينية التي تنتج مباشرة عن طريق الترجمة في الرايبوسومات خلال عملية تكوين البروتين داخل خليه جسم الكائن الحي.